# Ion Duca
 Der er for få eller ingen kildehenvisninger i denne artikel, hvilket er et problem. Du kan hjælpe ved at angive troværdige kilder til de påstande, som fremføres i artiklen.

Ion Gheorghe Duca (født 20. december 1879 i Bukarest, død 30. december 1933 i Sinaia) var Rumæniens premierminister i seks uger i 1933. Han blev myrdet af Jerngarden.

## Liv
Han blev medlem af Rumæniens parlament i 1914 og fyldte flere forskellige embeder:
- skoleminister i 1914-18
- landbrugsminister i 1919-20
- udenrigsminister i 1922-26
- indenrigsminister i 1927-28

1. ↑  Navnet er anført på engelsk og stammer fra Wikidata hvor navnet endnu ikke findes på dansk.
2. ↑  Navnet er anført på engelsk og stammer fra Wikidata hvor navnet endnu ikke findes på dansk.
3. ↑  Navnet er anført på engelsk og stammer fra Wikidata hvor navnet endnu ikke findes på dansk.